# Sonny Tufts
Sonny Tufts, pseudonimo di Bowen Charlton Tufts III (Boston, 16 luglio 1911 – Santa Monica, 4 giugno 1970), è stato un attore statunitense.

## Biografia
Dopo essersi diplomato al college nel 1935, Tufts fece un'audizione per il Metropolitan Opera di New York ma finì a recitare come comparsa a Broadway, trasferendosi nel 1942 a Hollywood. Acquisì notorietà durante la seconda guerra mondiale, principalmente perché, a causa di un vecchio infortunio sportivo rimediato giocando a football al college, fu uno dei pochi attori a non servire sotto le armi.
Nel 1944 venne votato "Star of Tomorrow" ("la star del domani") dagli addetti ai lavori, tuttavia non raggiunse mai la fama a livello internazionale presso il grande pubblico, rimanendo un comprimario pur partecipando ad alcune grandi produzioni come Quando la moglie è in vacanza (1955) di Billy Wilder, con Marilyn Monroe.
Tufts è il soggetto di una curiosa leggenda metropolitana. Tale leggenda narra che egli fu chiamato all'ultimo minuto come conduttore di un popolare show radiofonico, in sostituzione di un altro attore più celebre, che era stato invitato al suo posto, ma che non poteva presenziare alla trasmissione. Nella puntata della settimana prima della conduzione di Tufts, il conduttore precedente lo presentò con un misto di imbarazzo e sorpresa, scioccato dal fatto di venire sostituito da un attore relativamente sconosciuto come Tufts alla conduzione del programma. Non ci sono prove certe, comunque, che tale episodio sia realmente accaduto.
Tufts morì di polmonite all'età di 58 anni a Santa Monica, in California, il 4 giugno 1970.
Il Golden Turkey Awards, libro del 1980 che annovera i peggiori film, registi, ed attori della storia del Cinema, ha addirittura dedicato a Tufts una intera categoria: la "Worst Performance by Sonny Tufts" ("Peggior interpretazione da parte di Sonny Tufts") (che per la cronaca ha visto trionfare il film Se non ci fossimo noi donne del 1943).

## Filmografia parziale

### Cinema
- Sorelle in armi (So Proudly We Hail!), regia di Mark Sandrich (1943)
- Se non ci fossimo noi donne (Government Girl), regia di Dudley Nichols (1943)
- I Loved a Soldier, regia di Mark Sandrich (1944)
- Here Come the Waves, regia di Mark Sandrich (1944)
- Bring on the Girls, regia di Sidney Lanfield (1945)
- Duffy's Tavern, regia di Hal Walker (1945)
- Miss Susie Slagle's, regia di John Berry (1946)
- Il virginiano (The Virginian), regia di Stuart Gilmore (1946)
- The Well-Groomed Bride, regia di Sidney Lanfield (1946)
- Una celebre canaglia (Swell Guy), regia di Frank Tuttle (1946)
- Bionda fra le sbarre (Cross My Heart), regia di John Berry (1946)
- Easy Come, Easy Go, regia di John Farrow (1947)
- Bagliore a mezzogiorno (Blaze of Noon), regia di John Farrow (1947)
- Rivista di stelle (Variety Girl), regia di George Marshall (1947)
- Ciclone (The Untamed Breed), regia di Charles Lamont (1948)
- Incrocio pericoloso (The Crooked Way), regia di Robert Florey (1949)
- Il gigante di New York (Easy Leaving), regia di Jacques Tourneur (1949)
- Il cacciatorperdiniere maledetto (Gift Horse), regia di Compton Bennett (1952)
- Run for the Hills, regia di Lew Landers (1953)
- No Escape, regia di Charles Bennett (1953)
- Quei fantastici razzi volanti (Cat-Women of the Moon), regia di Arthur Hilton (1953)
- Serpent Island, regia di Tom Gries (1954)
- Quando la moglie è in vacanza (The Seven Year Itch), regia di Billy Wilder (1955)
- L'amore più grande del mondo (Come Next Spring), regia di R.G. Springsteen (1956)
- Bill il bandito (The Parson and the Outlaw), regia di Oliver Drake (1957)
- La città senza legge (Town Tamer), regia di Lesley Selander (1965)
- Cottonpickin' Chickenpickers, regia di Larry E. Jackson (1967)

### Televisione
- Damon Runyon Theater – serie TV, episodio 2x17 (1956)
- Il virginiano (The Virginian) – serie TV, episodio 2x01 (1963)